# Chrząstnica kędzierzawa
Chrząstnica kędzierzawa, mech irlandzki (Chondrus crispus) – gatunek krasnorostu z rodziny Gigartinaceae. Występuje w północnej części Oceanu Atlantyckiego. Jego irlandzka nazwa to Carrageen, co oznacza „skałka”.

## Charakterystyka
Mech irlandzki jest niskim, krzaczastym krasnorostem. Przybiera różne barwy – od głębokiej czerwieni i brązu do żółtej i białawej.

## Zastosowanie
Jest surowcem do produkcji karagenu – dodatku do żywności E 407. Bywa również stosowany jako jeden ze składników preparatów leczniczych i kosmetyków, np. odżywek do włosów. Mech irlandzki stosowany jest również w domowym warzeniu piwa. Dodawany jest do brzeczki podczas ostatnich minut gotowania. Jego obecność w brzeczce zwiększa ilość osadu i prowadzi do wytrącenia białka, co ułatwia filtrację i zapobiega zmętnieniu piwa na zimno. Jego lekki rybi zapach zanika podczas gotowania.